# Morral de Penafel
El Morral de Penadel és una muntanya de 1.220,8 metres que es troba a l'antic municipi de Sapeira, de l'Alta Ribagorça, ara del terme de Tremp, a la comarca del Pallars Jussà.
És a ponent del cim més baix dels dos anomenats Roca de la Mola, al sud-oest del Tossal Ras, al sud-est del Morral del Pas de Soler i al nord-est del Morral del Pas de Savina.
El Morral de Penafel queda encaixat entre el barranc del Bosc, al sud, la Llau de les Fontetes, a llevant, i el barranc de les Corts, a ponent.